# Foy Vance
Foy Vance est un auteur-compositeur-interprète né le 18 novembre 1974 à Bangor, County Down, Irlande du Nord.

## Discographie

### Albums studio

#### En spectacle

##### EPs
- Blueprints, 2000
- Live Sessions and the Birth of the Toilet Tour, 2005
- Watermelon Oranges, 2006
- Gabriel and the Vagabond, 2006
- Be with Me Remix by The Free Association, 2008
- Portraits of the Artist, 2009
- Time Lays Low, 2009
- Live with the Ulster Orchestra at the Waterfront Hall Belfast, 2009
- Melrose, 2012